# Ремпель, Мария Петровна
Мари́я Петро́вна Ре́мпель (1913—1975) — советский инженер-судостроитель.

## Биография
Родилась в 1913 году в Аркадаке (ныне Саратовская область). Дочь Петра Петровича Ремпеля (1885—1944) и Домны Фёдоровны Ремпель (ур. Новиковой) (1884—1978).

Инженер судостроитель М. П. Ремпель проверяет собранную паровую лебедку (16.03.1943)

С 1938 года инженер — строитель Средне-Невского судостроительного завода (СНСЗ). Руководила постройкой 100-тонных тральщиков для разминирования Балтийского моря и Ладожского озера.
3 июня 1943 года было принято решение № 92 п. 24 о награждении Марии Петровны медалью «За оборону Ленинграда». За самоотверженную работу по строительству боевых кораблей под вражеской бомбежкой и артобстрелом на заводе № 363 и хорошую работу по строительству и изготовлению кораблей на заводе № 370 НКСП СССР в 1942 году. Медаль была вручена 3 августа 1943 года
В ноябре 1944 года, когда завод СНСЗ начал подготовку к постройке 100-тонных малых тральщиков, необходимых для разминирования Балтийского моря и Ладоги, строителем была назначена Мария Петровна Ремпель.

## Награды и премии
- Сталинская премия второй степени (1949) — за разработку проекта и коренное усовершенствование технологии производства корабля
- орден Красной Звезды (18.7.1945)[3]
- медаль «За оборону Ленинграда»